# Taekwondo tại Đại hội Thể thao Đông Nam Á 1987
Taekwondo tại Đại hội Thể thao Đông Nam Á năm 1987 được tổ chức từ ngày 17 đến 19 tháng 9 năm 1987 tại Trung tâm Thanh thiếu niên Grogol (Grogol Youth Centre), Jakarta, Indonesia. Các vận động viên tranh tài ở nội dung đối kháng (kumite), chia theo nhiều hạng cân dành cho cả nam và nữ. 
Kết thúc môn thi đấu, Indonesia đứng đầu bảng tổng sắp huy chương với 6 huy chương vàng, tiếp theo là Malaysia (3 vàng), Philippines và Thái Lan cùng có 2 huy chương vàng, trong khi Singapore giành 1 huy chương vàng.

## Tóm tắt kết quả

### Nam
| Hạng cân           | Vàng               | Bạc                   | Đồng                              |
| ------------------ | ------------------ | --------------------- | --------------------------------- |
| Fin weight         | D. R. Talumewo     | Low Kam Woe           | Boo Koh Ceng Tua Arnold Baradi    |
| Fly weight (50 kg) | Budi Setiawan      | Anan Meksawan         | Ramasamy Selvamuthu Robert Vargas |
| Bantam weight      | Stephen Fernandez  | Abdul Rahman Kamisofa | Tok Moon Chua O. Borsuwan         |
| Feather weight     | Pairat Suteeratat  | Parto Kusumo          | Rahim Ahmad Siu Hung Quock        |
| Light weight       | Manuel del Rosario | Moi Chee Keong        | Amril Yusam Ling Keng Hoo         |
| Welter weight      | Lanting            | Jesus Morales         | Tee Liang Lian Barry Voon         |
| Middle weight      | Lee Yoke Yeong     | Joel Berto            | J.J. Hungan Soon Kok Toh          |
| Heavy weight       | A. Rossawong       | Vijesh Kumar Raj      | Rinaldi Jose Ernesto Roque        |

### Nữ
| Hạng cân       | Vàng                | Bạc                 | Đồng                         |
| -------------- | ------------------- | ------------------- | ---------------------------- |
| Fin weight     | Ina S. Sari         | V. Maruthumuthu     |                              |
| Fly weight     | Wong Liang Ming     | C. Supatorn         | Yenny Latief Lisa Yong Po Po |
| Feather weight | Anita Wongkah       | Romyna Almeda       | Sarah Chung Pit Jin          |
| Bantam weight  | Elvi Kusuma Haryati | Priyadh Chasukumura | Gak Lang Koh Ng Kim Kee      |
| Welter weight  | Joyce Ong           | Anis Dewi           | Leah Zuniega Yong Lai Choo   |
| Light weight   | Rosemary Yap        | Adewani Pingkan     |                              |

## Bảng huy chương
| Hạng               | Đoàn               | Vàng | Bạc | Đồng | Tổng số |
| ------------------ | ------------------ | ---- | --- | ---- | ------- |
| 1                  | Indonesia (INA)    | 6    | 4   | 4    | 14      |
| 2                  | Malaysia (MAS)     | 3    | 4   | 6    | 13      |
| 3                  | Philippines (PHI)  | 2    | 3   | 4    | 9       |
| 4                  | Thái Lan (THA)     | 2    | 3   | 1    | 6       |
| 5                  | Singapore (SIN)    | 1    | 0   | 8    | 9       |
| Tổng số (5 đơn vị) | Tổng số (5 đơn vị) | 14   | 14  | 23   | 51      |